# منتخب لاتفيا تحت 19 سنة لكرة القدم
منتخب لاتفيا تحت 19 سنة لكرة القدم  هو ممثل لاتفيا الرسمي في المنافسات الدولية في كرة القدم في فئة كرة قدم للرجال تحت 19 سنة
، يديريه اتحاد لاتفيا لكرة القدم.